# フォーティナイナーズサン
フォーティナイナーズサン（Fourty Niners Son、2001年2月2日 - ）は、アメリカ合衆国の競走馬・種牡馬。2005年のクレメント・L・ハーシュメモリアルターフチャンピオンシップステークスの勝ち馬である。

## 経歴
2004年1月31日の未勝利戦でデビュー、初戦は6着に終わる。11月に5戦目となった未勝利戦を勝利し初勝利を挙げる。
4歳になり、初戦は6着。次走から芝を使われると一気に3連勝を飾った。初重賞挑戦となったアメリカンハンデキャップで3着に入ると、続くGIエディーリードハンデキャップでスウィートリターンに1馬身半差の2着と好走する。次走、アーリントンミリオンでも3着に入ると、クレメント・L・ハーシュメモリアルターフチャンピオンシップステークスを後続に1馬身差をつけて1着。GI制覇を飾った。その後は、ブリーダーズカップ・ターフに挑戦したが9着と惨敗した。
5か月ぶりとなった5歳初戦は2着。その後は3着、5着と敗れた。その後は長期休養に入る。7か月半の休養明けは4着に終わったが、復帰2戦目のサンルイレイハンデキャップを勝利し、重賞2勝目を手にする。日本での種牡馬入りが決まり、クレメント・L・ハーシュメモリアルターフチャンピオンシップステークスに向けて調整されていたが、結局レースに出走することなく引退。翌春に日高スタリオンステーションで種牡馬入りした。

## 年度別競走成績
- 2004年（3歳） 6戦1勝
- 2005年（4歳） 8戦4勝 - クレメント・L・ハーシュメモリアルターフチャンピオンシップステークス(GI)
- 2006年（5歳） 3戦0勝
- 2007年（6歳） 2戦1勝 - サンルイレイハンデキャップ(GII)

## 種牡馬時代
引退後予定通り日本に輸入され2008年より日高スタリオンステーションで供用される。2016年に日高スタリオンステーションの閉鎖により、クラウン日高牧場 で供用されていた。2020年に種牡馬を引退し、クラウン日高牧場で余生を送っている。

### 主な産駒
- 2009年産
  - ニシノファイター（2011年鎌倉記念、2012年北海優駿、王冠賞、2016年福永洋一記念）
- 2012年
  - コウザンゴールド（2016年御船山賞、2017年球磨川賞、嘉瀬川賞、はがくれ大賞典、2018年開聞岳賞）
  - ニットウスバル（2017年オータムリーフステークス）
  - テイケイネクサス（2018年御船山賞、サイネリア賞、鏡山賞）
- 2013年産
  - サプール（2016年筑紫野賞、背振山賞、飛燕賞、久住山賞、2017年大村湾賞、志布志湾賞）

## 血統表
| フォーティナイナーズサンの血統 | フォーティナイナーズサンの血統                           | フォーティナイナーズサンの血統                           | （血統表の出典）                                         | （血統表の出典） |
| 父系                           | ミスタープロスペクター系                                 | ミスタープロスペクター系                                 | ミスタープロスペクター系                                 | [ § 2 ]          |
| 父 Distorted Humor 1993 栗毛   | 父の父*フォーティナイナー Forty Niner 1985 栗毛          | Mr. Prospector                                           | Raise a Native                                           | Raise a Native   |
| 父 Distorted Humor 1993 栗毛   | 父の父*フォーティナイナー Forty Niner 1985 栗毛          | Mr. Prospector                                           | Gold Digger                                              |                  |
| 父 Distorted Humor 1993 栗毛   | 父の父*フォーティナイナー Forty Niner 1985 栗毛          | File                                                     | Tom Rolfe                                                | Tom Rolfe        |
| 父 Distorted Humor 1993 栗毛   | 父の父*フォーティナイナー Forty Niner 1985 栗毛          | File                                                     | Continue                                                 |                  |
| 父 Distorted Humor 1993 栗毛   | 父の母Danzig's Beauty 1987 鹿毛                          | Danzig                                                   | Northern Dancer                                          | Northern Dancer  |
| 父 Distorted Humor 1993 栗毛   | 父の母Danzig's Beauty 1987 鹿毛                          | Danzig                                                   | Pas de Nom                                               |                  |
| 父 Distorted Humor 1993 栗毛   | 父の母Danzig's Beauty 1987 鹿毛                          | Sweetest Chant                                           | Mr. Leader                                               | Mr. Leader       |
| 父 Distorted Humor 1993 栗毛   | 父の母Danzig's Beauty 1987 鹿毛                          | Sweetest Chant                                           | Gay Sonnet                                               |                  |
| 母 Cindazanno 1990 鹿毛        | 母の父Alleged 1974 鹿毛                                  | Hoist the Flag                                           | Tom Rolfe                                                | Tom Rolfe        |
| 母 Cindazanno 1990 鹿毛        | 母の父Alleged 1974 鹿毛                                  | Hoist the Flag                                           | Wavy Navy                                                |                  |
| 母 Cindazanno 1990 鹿毛        | 母の父Alleged 1974 鹿毛                                  | Princess Pout                                            | Prince John                                              | Prince John      |
| 母 Cindazanno 1990 鹿毛        | 母の父Alleged 1974 鹿毛                                  | Princess Pout                                            | Determined Lady                                          |                  |
| 母 Cindazanno 1990 鹿毛        | 母の母Venus Bound 1985 鹿毛                              | Conquistador Cielo                                       | Mr. Prospector                                           | Mr. Prospector   |
| 母 Cindazanno 1990 鹿毛        | 母の母Venus Bound 1985 鹿毛                              | Conquistador Cielo                                       | K D Princess                                             |                  |
| 母 Cindazanno 1990 鹿毛        | 母の母Venus Bound 1985 鹿毛                              | Rokeby Venus                                             | Quadrangle                                               | Quadrangle       |
| 母 Cindazanno 1990 鹿毛        | 母の母Venus Bound 1985 鹿毛                              | Rokeby Venus                                             | All Beautiful                                            |                  |
| 母系(F-No.)                    | (FN:1-c)                                                 | (FN:1-c)                                                 | (FN:1-c)                                                 | [ § 3 ]          |
| 5代内の近親交配                | Mr. Prospector 3 × 4 = 18.75％ Tom Rolfe 4 × 4 = 12.50％ | Mr. Prospector 3 × 4 = 18.75％ Tom Rolfe 4 × 4 = 12.50％ | Mr. Prospector 3 × 4 = 18.75％ Tom Rolfe 4 × 4 = 12.50％ | [ § 4 ]          |
| 出典                           | 1. 2. 3. 4.                                              | 1. 2. 3. 4.                                              | 1. 2. 3. 4.                                              | 1. 2. 3. 4.      |